# 오쿠노 소우
오쿠노 소우(일본어: 奥野壮, 2000년 8월 21일 ~ )는 일본의 남자 배우다.

## 성장 과정
- 2000년 8월 21일생, 오사카부 출신이고,
 2017년에 쥬논 보이 콘테스트에서 "사진 미적"상," 밝은 빛 얼짱 보이"상을 수상한다.
- 오스카 프로모션 소속 법무 법인의 남자 극단 아오야마 오모테산도 X의 멤버에 가입.
- 2018년 특수 촬영 텔레비전 드라마 가면라이더 지오의 토키와 소고/가면라이더 지오 역으로 발탁된다.[1]

## 인물
- 11년 동안 클래식 발레를 배웠다가 신체적 한계를 느껴서 그만뒀다

## 출연
진한 글씨는 (주연)

### 텔레비전 드라마
- 가면라이더 지오 (2018년 9월 2일~ - TV 아사히) - 토키와 소고 / 가면라이더 지오(목소리)역